# Charles Henri Ford
Charles Henri Ford (Brookhaven, 10 febbraio 1908 – New York, 27 settembre 2002) è stato uno scrittore, fotografo e regista statunitense.

## Biografia
Fratello maggiore dell'attrice Ruth Ford, nacque a Brookhaven nel 1908 e nel 1927 The New Yorker pubblicò la sua prima poesia. Dopo aver abbandonato le scuole superiori, nel 1929 fondò una propria rivista di poesia, Blues: A Magazine of New Rhytms, insieme a Parker Tyler e Kathleen Tankersley Young. Successivamente si trasferì a Parigi ed entrò nel circolo di Gertrude Stein, conoscendo quindi Natalie Barney, Man Ray, Kay Boyle, Janet Flanner, Peggy Guggenheim e Djuna Barnes. Nel 1932 viaggiò in Marocco con Paul Bowles e lì batté a macchina il suo romanzo Bosco di notte.
Nel 1933 scrisse a quattro mani con Parker Tyler il romanzo The Young and the Evil, che fu al centro di un grande scandalo per il contenuto sessualmente esplicito, tanto che la distribuzione fu proibita nel Regno Unito e negli Stati Uniti. L'anno successivo tornò negli USA insieme al compagno, il pittore Pavel Čeliščev. I due si inserirono nei circoli culturali newyorchesi, dove conobbero e collaborarono con Carl Van Vechten, Glenway Wescott, George Platt Lynes, Orson Welles, George Balanchine ed E. E. Cummings. Nel 1938 pubblicò la sua prima raccolta poetica, The Garden of Disorder, a cui William Carlos Williams scrisse l'introduzione.
L'anno successivo fondò insieme a Tyler la rivista surrealista The View, di cui fu direttore ed editore fino alla chiusura nel 1947. Alla rivista collaborarono alcuni dei maggiori intellettuali e artisti del periodo, tra cui Yves Tanguy, Max Ernst, André Masson, Pablo Picasso, Henry Miller, Paul Klee, Albert Camus, Lawrence Durrell, Georgia O'Keeffe, Man Ray, Jorge Luis Borges, Joan Miró, Alexander Calder, Marc Chagall, Jean Genet, René Magritte e Jean Dubuffet. Durante gli anni quaranta la sua casa editrice, la View Editions, pubblicò la prima monografia di Marcel Duchamp e un'edizione bilingue delle poesie di André Breton intitolata Young Cherry Trees Secured Against Hares.
Nel 1952 Ford e il compagno tornarono in Europa e nel 1955 una mostra di sue foto fu inaugurata all'Institute of Contemporary Arts di Londra. L'anno successivo inaugurò una mostra a Parigi e per l'occasione Jean Cocteau scrisse l'introduzione del catalogo. Nel 1957 Čeliščev morì in Italia.
Nel 1962 tornò negli Stati Uniti e si avvicinò alla pop art. Verso la fine degli anni 60 cominciò a cimentarsi con la regia di cortometraggi, a partire dal documentario Poem Posters nel 1967. Di maggior successo fu, nel 1971, il controverso Johnny Minotaur, un'esplorazione surrealista della sessualità maschile in una rilettura del mito di Teseo e del Minotauro. Negli anni 70 si trasferì in Nepal, dove visse per molti anni prima di tornare a viaggiare per l'India e Creta prima di tornare a New York, dove morì nel 2002 all'età di 94 anni.

## Opere

### Prosa
- The Young and Evil, Parigi, Obelisk Press, 1933.
- Water from A Bucket: A Diary 1948-1957, New York, Turtle Point Press, 2001

### Poesia
- A Pamphlet of Sonnets (1936)
- The Garden of Disorder (1938)
- ABC's (1940)
- The Overturned Lake (1941)
- Poems for Painters (1945)
- The Half-Thoughts, The Distances of Pain (1947)
- Sleep in a Nest of Flames (1949)
- Spare Parts (1966)
- Silver Flower Coo (1968)
- Flag of Ecstasy: Selected Poems (1972)
- 7 poems (1974)
- Om Krishna I: Special Effects (1972)
- Om Krishna II: from the Sickroom of the Walking Eagles (1981)
- Om Krishna III (1982)
- Emblems of Arachne (1986)
- Out of the Labyrinth: Selected Poems (2001)